# Interferències (pel·lícula)
Interferències (títol original: Switching Channels) és una pel·lícula estatunidenca dirigida per Ted Kotcheff, estrenada l'any 1989. Ha estat doblada al català.

## Argument
John Sullivan, anomenat Sully, és el redactor en cap d'una cadena de televisió americana, la millor reportera de la qual és Christy Colleran, la seva ex-dona. Aquesta considera d'anar a viure a Nova York amb un ric home de negocis, Blaine Bingham. Sully, encara enamorat d'ella, aconsegueix convèncer-la de realitzar per ell un últim reportatge: l'entrevista a Ike Roscoe, condemnat a mort. Descobrint que es beneficiava de circumstàncies atenuants, Christy no dubta tanmateix que aquesta interferència li trastocarà la seva vida.

## Repartiment
- Kathleen Turner: Christy Colleran
- Burt Reynolds: John L. Sullivan
- Christopher Reeve: Blaine Bingham
- Ned Beatty: Roy Ridnitz
- Henry Gibson: Ike Roscoe
- George Newbern: Siegenthaler
- Al Waxman: Max Berger
- Ken James: Warden Terwilliger
- Charles Kimbrough: El governador
- Fiona Reid: Pamela Farbrother

## Altres adaptacions
L'obra The Front Page ja havia estat adaptada tres vegades al cinema :
- 1931: The Front Page de Lewis Milestone, amb Adolphe Menjou i Pat O'Brien ;
- 1940: Lluna nova, de Howard Hawks, amb Rosalind Russell i Cary Grant ;
- 1974: The Front Page de Billy Wilder, amb Jack Lemmon, Susan Sarandon i Walter Matthau.

## Premis i nominacions
- 1988: 2 nominacions als Premis Razzie: Pitjor actor (Reynolds) i actor secundari (Reeve)

## Crítica
- "Comèdia simpàtica i treballada que, encara que no va arribar al nivell de les seves antecessores, sí que té credibilitat i acceptació. Bon trio protagonista per a un film recomanable"[3]